# Bagnaria Arsa
Bagnaria Arsa (furlanisch Bagnarie) ist eine Gemeinde in der Region Friaul-Julisch Venetien in Friaul, Italien mit 3461 Einwohnern (Stand 31. Dezember 2023).